# Claudio Tolcachir
Claudio Tolcachir   (Buenos Aires, 20 de maig de 1975) és un actor, dramaturg i director de teatre argentí.
Fundador de la companyia Timbre 4, presenta regularment els seus espectacles tant a la seva pròpia sala a Buenos Aires com a l'estranger. Entre les seves obres destaquen L'omissió de la família Coleman, Tercer cos i El vent en un violí. Imparteix tallers per a actors a la seva pròpia escola i en altres ciutats com a professor convidat. En 2012 va ser reconegut per la Legislatura de Buenos Aires com a Personalitat Destacada de la Cultura.

## Biografia
Va néixer a Buenos Aires en 1975. Va començar la seva formació en l'Institut Labardén i a l'escola Bastida 90, fundada per Alejandra Boero, figura clau del teatre independent argentí des dels anys 1960. Va continuar després la seva formació al costat d'altres directors com Juan Carlos Gené i Verónica Oddó, al mateix temps que va començar a treballar en espectacles professionals tant en el circuit independent com en el comercial.
Durant la crisi econòmica que sacseja a Argentina al començament de segle xx, va crear en un apartament proper a casa seva l'espai Timbre 4, on va començar a donar cursos i assajar les seves primeres obres com a director. Allí va estrenar l'espectacle Pernil del Diable, versió lliure de l'obra 300 Milions de Roberto Arlt, amb el qual va aconseguir bona repercussió de crítica i públic. No obstant això és l'estrena de l'Omissió de la Família Coleman en el 2005 el que el va posicionar en el mapa nacional i internacional com a director. L'obra, de la qual és també autor, sorgeix a partir del treball amb els actors que integren la seva companyia, durant llargues jornades d'improvisacions i reescriptures fins a arribar al text final. El 2007 l'obra va ser convidada a diversos festivals internacionals, en els quals va aconseguir bona repercussió. Va estrenar a continuació la seva segona obra com a autor, Tercer Cos, centrada la vida quotidiana d'uns empleats d'una oficina pública. La seva tercera proposta arribà el 2010: El Vent en un Violí, que es va estrenar a França i després a Argentina. Les tres obres continuen presentant-se en diversos països. En 2011 va rebre el Diploma al Mèrit dels Premis Konex a l'Espectacle com un dels 5 millors Directors de Teatre de la dècada en l'Argentina. En 2014 va rebre novament un Diploma al Mèrit dels Premis Konex, aquesta vegada com a escriptor de teatre.
En els darrers anys Tolcachir ha realitzat també la direcció de diversos espectacles aliens al mateix temps que continua impartint classes a la seva pròpia escola, Timbre 4, al tradicional barri de Boedo, a Buenos Aires.

## Obra

### Obres com a actor
- Kurja (J. López y J. Bocca) 1991
- El otro sacrificio (E. Goris) 1992
- Juana de Lorena (A. Boero) 1993
- Medea (E. Riva) 1994
- Maiacovsky Circus (J.M. Paolantonio) 1994
- Lisístrata (E. Riva). Premio Clarín como Actor Revelación. 1994
- Ah, Soledad (A. Alezzo) 1995
- Sueño de una noche de verano (D. Kogan) 1996
- Chau, Misterix (C. Tolcachir) 1998
- Long Play (M. Salas) 1999
- La dama duende (D. Suárez Marsal) 2000
- El Juego del Bebé (R. Villanueva) 2001
- De Rigurosa Etiqueta (Norma Aleandro) 2002
- Un Hombre que se Ahoga (D. Veronese) 2005
- ¿Quién le teme a Virginia Woolf? (L. Suardi) 2006
- La Noche canta sus Canciones (D. Veronese) 2008

### Obres com a director
- Chau, Misterix (Mauricio Kartun), 1998.
- Jamón del Diablo (C. Tolcachir, sobre un texto de Roberto Arlt), 2002.
- La Omisión de la Familia Coleman (C. Tolcachir), 2005.
- Lisístrata (Aristófanes), 2006.
- Atendiendo al Sr. Sloane (J. Orton), 2007.
- Tercer Cuerpo (C. Tolcachir), 2008.
- Agosto.Condado de Osage (Tracy Letts), 2009.
- Todos eran mis hijos (Arthur Miller), 2010.
- El Viento en un Violín (C. Tolcachir), 2011.
- Buena Gente (D. Lindsay-Abaire), 2012.
- Emilia (C. Tolcachir), 2013 -anunciada en Buenos Aires y en Madrid.
- Dinamo (Melisa Hermida, Lautaro Perotti, Claudio Tolcachir), 2015.
- ¡Ay, amor divino! (Mercedes Morán, Claudio Tolcachir), 2016.
- La Mentira (Florian Zeller), 2016 Teatro Maravillas Madrid

### Filmografia com a actor
En cinema va debutar en 1997 com a protagonista de Buenos Aires me mata, una coproducció entre Argentina i Espanya, dirigida per Beda Docampo Feijóo i tractada durament per crítica i públic. Passarien deu anys fins al seu retorn a la pantalla gran, sota les ordres de Diego Sabanés, com a protagonista de Mentidras piadosas. El llarg, basat en contes de l'escriptor argentí Juliol Cortázar, compte també amb altres actors d'àmplia trajectòria en l'escena teatral de Buenos Aires, com Marilú Marini, Lydia Lamaison o Rubén Szuchmacher. La pel·lícula, produïda de manera independent, rep un ampli suport de la crítica especialitzada i és convidada a més de trenta festivals. La seva estrena a Espanya coincideix amb el posicionament de Tolcachir com a director de teatre, ja que es produeix a pocs mesos de l'estrena de Todos eran mis hijos al Teatre Español. Entre una pel·lícula i una altra, Tolcachir realitza una breu participació en El passat dirigida per Héctor Babenco i protagonitzada per l'actor mexicà Gael García Bernal.
- Arrebato (2014)
- El ardor (2014)
- La donna (cortometraje) (2013) ... El hombre
- Errata (2014) ...Viñas
- Mentiras piadosas (2009) ...Jorge
- El pasado (2007) ...Víctor
- Momentos de estación (cortometraje) (2001) ...Muchacho
- Buenos Aires me mata (1998)
- ¿Dónde estás amor de mi vida que no te puedo encontrar? (1993)